# Dromaeolus subtilis
Dromaeolus subtilis är en skalbaggsart som beskrevs av Sharp 1908. Dromaeolus subtilis ingår i släktet Dromaeolus och familjen halvknäppare. Inga underarter finns listade i Catalogue of Life.